# الدوري المكسيكي الممتاز 1987-88
الدوري المكسيكي الممتاز 1987-88 (بالإسبانية: Primera División de México 1987-88)‏ هو موسم من الدوري المكسيكي الممتاز. كان عدد الأندية المشاركة فيه 20، وفاز فيه نادي أمريكا.